# Markku Yli-Isotalo
Markku Ensio Yli-Isotalo (ur. 9 listopada 1952 w Kuortane, zm. 2 sierpnia 2011 w Seinäjoki) – fiński zapaśnik walczący w stylu klasycznym. Olimpijczyk z Montrealu 1976, gdzie zajął ósme miejsce w kategorii 68 kg.
Zajął czwarte miejsce na mistrzostwach świata w 1975. Dziesiąty na mistrzostwach Europy w 1973 i 1977. Wicemistrz nordycki w 1974 roku.